# Jours de France (film)
Pour l’article homonyme, voir Jours de France.
Pour plus de détails, voir Fiche technique et Distribution.
Jours de France est un film français réalisé par Jérôme Reybaud et sorti en 2017.
Il s'agit du premier long métrage du cinéaste.

## Synopsis
Pierre quitte son compagnon Paul sans l'avertir : à l'aide de l'application Grindr, application de rencontre homosexuelle, il traverse la France sans destination précise au volant de sa voiture, et multiplie les rencontres. Paul décide de partir à sa recherche en ayant recours à la même application.

## Fiche technique
- Titre : Jours de France
- Réalisation : Jérôme Reybaud
- Scénario : Jérôme Reybaud
- Décors : Isabelle Voisin
- Costumes : Didier Dahon
- Photographie : Sabine Lancelin
- Montage : Martial Salomon
- Son : Sébastien Eugène
- Montage son : Rosalie Revoyre
- Mixage : Xavier Thieulin
- Chansons originales : Léonard Lasry
- Casting : Didier Dahon
- Production : Élisabeth Perez
- Société de production : Chaz Productions
- Budget : 1,1 million d'euros[1]
- Pays d'origine :  France
- Genre : drame
- Durée : 137 minutes (2 h 17 min)
- Date de sortie : France - 15 mars 2017

## Distribution
- Pascal Cervo : Pierre Thomas
- Arthur Igual : Paul
- Fabienne Babe : Diane Querqueville
- Nathalie Richard : la libraire
- Lætitia Dosch : la voleuse
- Jean-Christophe Bouvet : l'homme de Savoie
- Liliane Montevecchi : Judith Joubert
- Marie-France : Marie Pilâtre de Rozier
- Bertrand Nadler : le VRP
- Dorothée Blanck : la dame au Caddie
- Florence Giorgetti : la riveraine excédée
- Frédéric Norbert : l'homme de l'opéra
- Mathieu Chevé : Matthieu, le garçon de Bourges
- Olivier Galinou : Didier
- Corinne Courèges : La serveuse de la Pâte à Bonheur
- Émilien Tessier : l'aubergiste de Bruère-Allichamps
- Raymonde Bell : la mère de Didier
- Hervé Colas : le boucher
- Haydée Caillot : la metteur en scène
- Ugo Bertelli 	: l'Italien
- Pierre Gobert : François
- Hervé Devolder : l'ami de Didier
- Roman Ternier : le fils du boucher
- Didier Dahon : le gendarme
- Cyril Cante  : le jeune homme qui prie

## Dédicace du film
Le film est dédié à l'actrice Dorothée Blanck, décédée avant la sortie du film.

## Distinctions

### Récompense
- Prix de la critique au Festival international « Spirit of Fire » de Khanty-Mansiysk 2017[2]

### Sélections
- Mostra de Venise 2016[3]
- Festival du film de Belfort - Entrevues 2016[4]
- Prix Louis-Delluc 2017[5].